# Nate Linhart
Nathaniel Andrew "Nate" Linhart (nacido el 14 de noviembre de 1986 en Gahanna, Ohio) es un exjugador de baloncesto estadounidense. Con 2,01 metros de estatura, jugaba en la posición de alero.

## Trayectoria deportiva

### Universidad
Jugó cuatro temporadas con los Zips de la Universidad de Akron, en las que promedió 7,3 puntos, 4,7 rebotes y 1,3 asistencias por partido. En su última temporada fue elegido mejor jugador del torneo de la Mid-American Conference.

### Profesional
Tras no ser elegido en el Draft de la NBA de 2009, jugó una temporada en el BSC Raiffeisen Panthers Fürstenfeld de la liga austriaca, regresando a su país al año siguiente para jugar en los Erie BayHawks de la NBA D-League, donde en una temporada promedió 10,5 puntos y 5,8 rebotes por partido.
En 2011 fichó por el TBB Trier de la Basketball Bundesliga, donde jugó dos temporadas, en las que promedió 12,6 puntos y 6,5 rebotes por partido. En 2013 fichó por el Reyer Venezia Mestre de la liga italiana, donde en su única temporada promedió 18,8 puntos y 10,5 rebotes por partido.
En 2014 fichó por el Maccabi Tel Aviv  de la liga israelí, y en julio de 2015 se comprometió con el CAI Zaragoza de la liga ACB.
El 4 de julio de 2016, Linhart firmó con Medi Bayreuth para la temporada 2016-2017.
El 31 de julio de 2018, Linhart fue anunciado por Spirou Basket de la Liga Belga de Baloncesto Profesional (PBL). A principios de febrero de 2019, regresó a Alemania y firmó con Telekom Baskets Bonn.